# .gt
‎.gt‏ دامنه اینترنتی اختصاص داده شده به گواتمالا است.